# 锡利夸
锡利夸（義大利語：Siliqua），是意大利撒丁大区南撒丁省的一个市镇。总面积190.25平方公里，人口3989人，人口密度21.0人/平方公里（2009年）。ISTAT代码为092078。